# Idiopathisch
Idiopathisch (eigen ziekte) is een woord uit het (dier)geneeskundige jargon dat betekent zonder bekende oorzaak. Veel klachten en ziekten hebben een of meer bekende oorzaken, maar veel ook niet. Die worden aangeduid met idiopathisch als men wil uitdrukken dat de oorzaak onbekend is. Hetzelfde begrip wordt ook wel met de term 'essentieel' aangeduid.

## Voorbeelden
- Idiopathische trombocytopenische purpura: een ziekte met een niet-verklaarbaar tekort aan bloedplaatjes.

- Chronische idiopathische axonale polyneuropathie (CIAP): een polyneuropathie waarvoor geen duidelijke oorzaak is gevonden.

Hoge bloeddruk heeft doorgaans geen aanwijsbare oorzaak en dan spreekt men van 'essentiële hypertensie'. Er dient dan wel eerst onderzoek te zijn gedaan naar mogelijke oorzaken voordat deze term gebruikt kan/mag worden.